# سمیوزیورکا
سمیوزیورکا (به لاتین: Semiozyorka) یک منطقهٔ مسکونی در روسیه است که در استان آمور واقع شده‌است.